# Stenygra histrio
Stenygra histrio är en skalbaggsart som beskrevs av Audinet-serville 1834. Stenygra histrio ingår i släktet Stenygra och familjen långhorningar.
Artens utbredningsområde är:
- Costa Rica.
- El Salvador.
- Guatemala.
- Honduras.
- Nicaragua.

Inga underarter finns listade i Catalogue of Life.